# 黄世泽 (1914年)
黄世泽（1914年—1949年7月16日），四川大竹人，中国共产党早期人物。

## 生平
1939年8月，加入中国共产党；同年担任黄城区委光阳小学支部委员（黎邵波任书记）。之后担任文星乡中心校校长，此外担任中共文星特支委员（徐春轩任书记）。1949年2月，中共中山县委成立，他与李阳富负责中共中山委员会武工队的一只部队。1949年4月李忠良被逮捕后，供出并诱骗黄世泽走入伏击后，黄世泽被逮捕。7月16日，被国军罗广文部杀害于大竹县城。